# Mychajło Hrycak
Mychajło Hrycak – ukraiński działacz społeczny, poseł do Sejmu Krajowego Galicji I kadencji (1861–1867), włościanin z Zakrzewic w powiecie Tyśmienica.
Wybrany w IV kurii obwodu Stanisławów, z okręgu wyborczego nr 32 Tyśmienica-Tłumacz.